# Geolycosa turricola
Geolycosa turricola là một loài nhện trong họ Lycosidae.
Loài này thuộc chi Geolycosa. Geolycosa turricola được Treat miêu tả năm 1880.